# قصر الباغ
قصر الباغ هو أحد القصور الحضرمية الاثرية ويقع غرب مدينة غيل باوزير شيده السلطان عمر بن عوض القعيطي في العقد الأخير من القرن التاسع عشر الميلادي ليتخذه سكنا صيفياً له والأفراد عائلته السلطانية.

## نمط البناء
نمط بنائه متأثر بالنمط الهندي المعروف ويشابه قصر السلطان القعيطي في المكلا ، وكذا قصر السلطان عبد الكريم فضل في الحوطة لحج وغيرها من القصور التي بنيت بتأثير العمارة الهندية

## الوصف المعماري
القصر مكون من دورين يحتويان على العديد من الغرف ، وقد أقيم وسط حديقة رائعة الجمال كانت تضم العديد من الأشجار المتنوعة التي جلبت بعضها من أرض الهند والأشجار المزروعة فيها كانت من أشجار النارجيل وأشجار النخيل  والجوافة والبيدان وشجرة الزينة المعروفة باسم ( ذقن الباشا ) التي يزيد عمر بعضها أكثر من مائة عام وهي شجرة ذات رائحة عطرية خاصة في الليل ، كما كان القصر يحتوي على مسبح كبير يتم تزويده بالماء من البئر المحفورة في حديقة القصر، وفي الناحية الغربية من السور المحيط بالقصر شيد مبنى خاصاً بخدم السلطان .